# Tabanus frondosus
Tabanus frondosus är en tvåvingeart som beskrevs av Szilady 1926. Tabanus frondosus ingår i släktet Tabanus och familjen bromsar. Inga underarter finns listade i Catalogue of Life.